# D. W. Davis

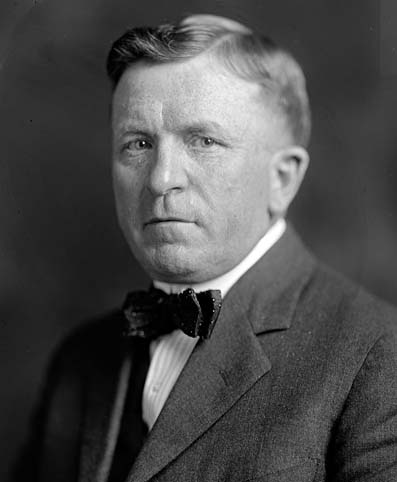
D. W. Davis

David William Davis (* 23. April 1873 in Cardiff, Wales; † 5. August 1959 in Boise, Idaho) war ein US-amerikanischer Politiker und von 1919 bis 1923 Gouverneur des Bundesstaates Idaho.

## Frühe Jahre und politischer Aufstieg
David William Davis kam im Jahr 1875 mit seinen Eltern in die Vereinigten Staaten. Die Familie ließ sich in Rippey in Iowa nieder. Im Alter von zwölf Jahren begann er im Kohlebergbau zu arbeiten, um seine verwitwete Mutter zu unterstützen. Danach arbeitete er für eine Farmervereinigung und als Bankkassierer. Zwischenzeitlich war er für kurze Zeit Mitglied der US-Marine. Dabei war er auf den Philippinen stationiert. Nach seiner Militärzeit zog Davis nach American Falls in Idaho, wo er die First National Bank of American Falls gründete.
Davis wurde Mitglied der Republikanischen Partei. Im Jahr 1912 war er Delegierter zur Republican National Convention. Von 1913 bis 1915 gehörte Davis dem Senat von Idaho an. 1916 bewarb er sich erfolglos für das Amt des Gouverneurs. Zwei Jahre später schaffte er dann doch den Sprung in das höchste Staatsamt von Idaho.

## Gouverneur von Idaho
Nach einer Wiederwahl im Jahr 1920 konnte D. W. Davis zwischen dem 6. Januar 1919 und dem 1. Januar 1923 als Gouverneur regieren. In dieser Zeit wurde in Idaho eine eigenständige Finanzverwaltung gegründet. Für die Veteranen vergangener Kriege wurde ein Wohlfahrtsprogramm entwickelt und ein neues Rentensystem für Lehrer wurde eingeführt. Der Ausbau der Straßen wurde vor dem Hintergrund des steigenden Verkehrsaufkommens vorangetrieben. Die Verwaltung wurde durch die Zusammenlegung einiger Behörden vereinfacht. Einige Gesetze wurden überarbeitet und die Staatsverfassung erhielt drei neue Zusätze.

## Weiterer Lebenslauf
Nach dem Ende seiner Gouverneurszeit arbeitete Davis bis 1932 für das Innenministerium der Vereinigten Staaten. Im Jahr 1931 war er auch für einige Zeit einer der Berater von Präsident Herbert C. Hoover. D. W. Davis starb im August 1959 und wurde in Boise beigesetzt. Er war zweimal verheiratet und hatte insgesamt drei Kinder.